# فایلسدورف
فایلسدورف (به آلمانی: Feilsdorf) یک شهر در آلمان است که در بیتبورگ-پروم واقع شده‌است.